# Uniform m/1801

Uniform m/1801 för en svensk generaladjutant.

Uniform m/1801 är ett uniformssystem som har använts inom den svenska krigsmakten. Modellen ersatte den tidigare uniform m/1792. Dock användes uniformssystemet endast av de officerare som innehade de högsta militära graderna såsom fältmarskalk, generaler och kungens adjutanter. Dessutom användes den av Livdrabantkåren, av officerarna vid artilleriet samt fortifikationen. För övriga togs Uniform m/1802 fram.
M/1801 är att av de uniformssystem som brukar hänföras till samlingsbeteckningen modell äldre.

## Utformning
Uformningen av m/1801 baserades till viss del på den gamla karolinska uniformen. Uniformen var av frackmodell med fällkrage och en enkel knapprad. Huvudbonaden utgjordes av den moderna bicornen. Runt livet bars ett skärp i guldbrodyr med ett spänne som visade riksvapnets Tre kronor. Byxorna var gula.
Uniformen var eftertraktad, då den inte tilldelades alla regementen eller vapenslag, utan bara ett litet urval. Man bar även en vit armbindel runt vänster överarm. Denna armbindel var ett minne från Gustav III:s oblodiga revolution i augusti 1772 och den blev en del av den svenska officersuniformen till 1809.

## Förteckning över persedlar 1801
- Frack m/1801
- Långbyxor m/1801
- Väst m/1801
- Bicorne m/1801
- Skärp m/1801

## Bilder

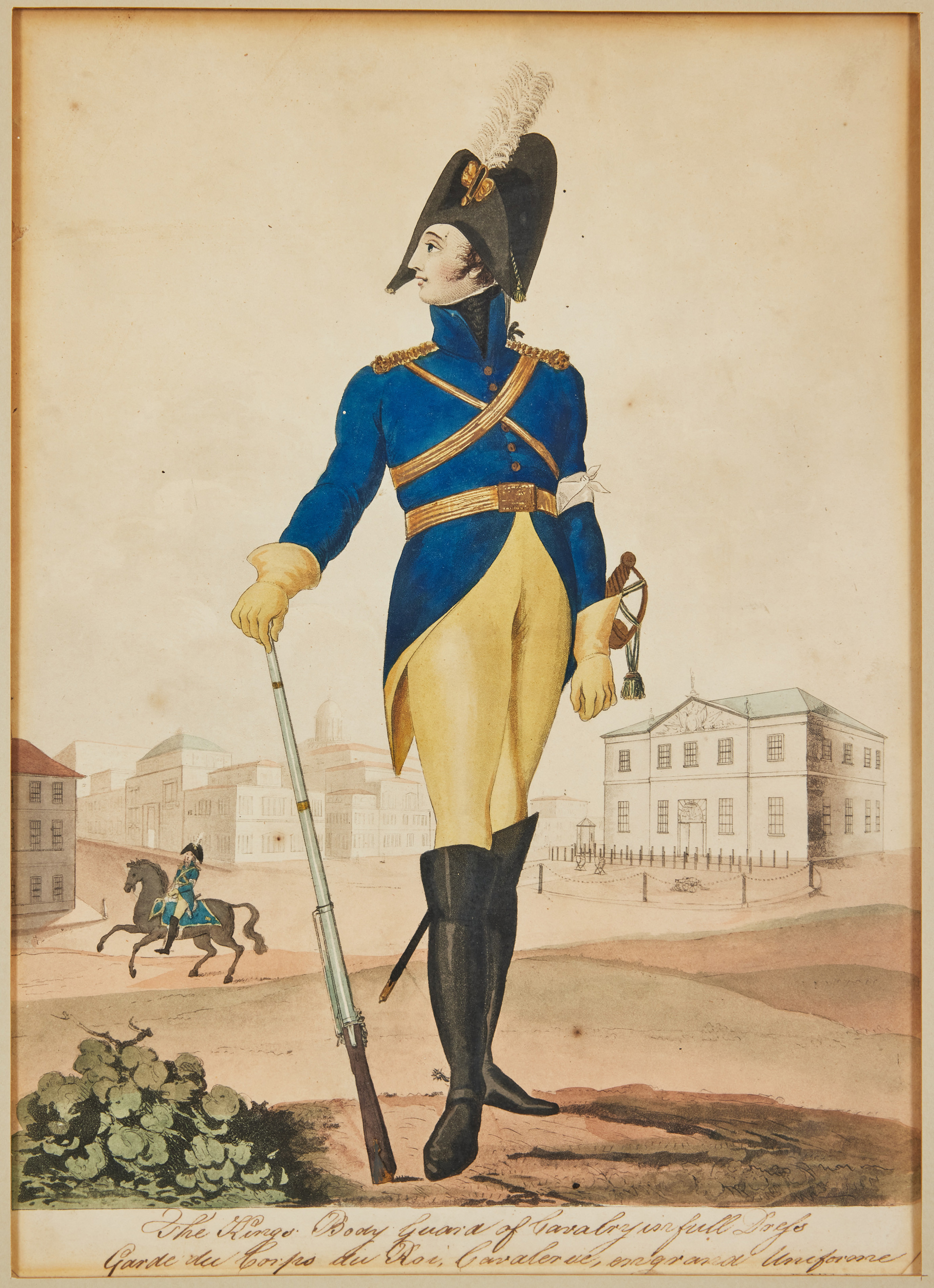
Livdrabant iklädd Livdrabantkårens uniform m/1801
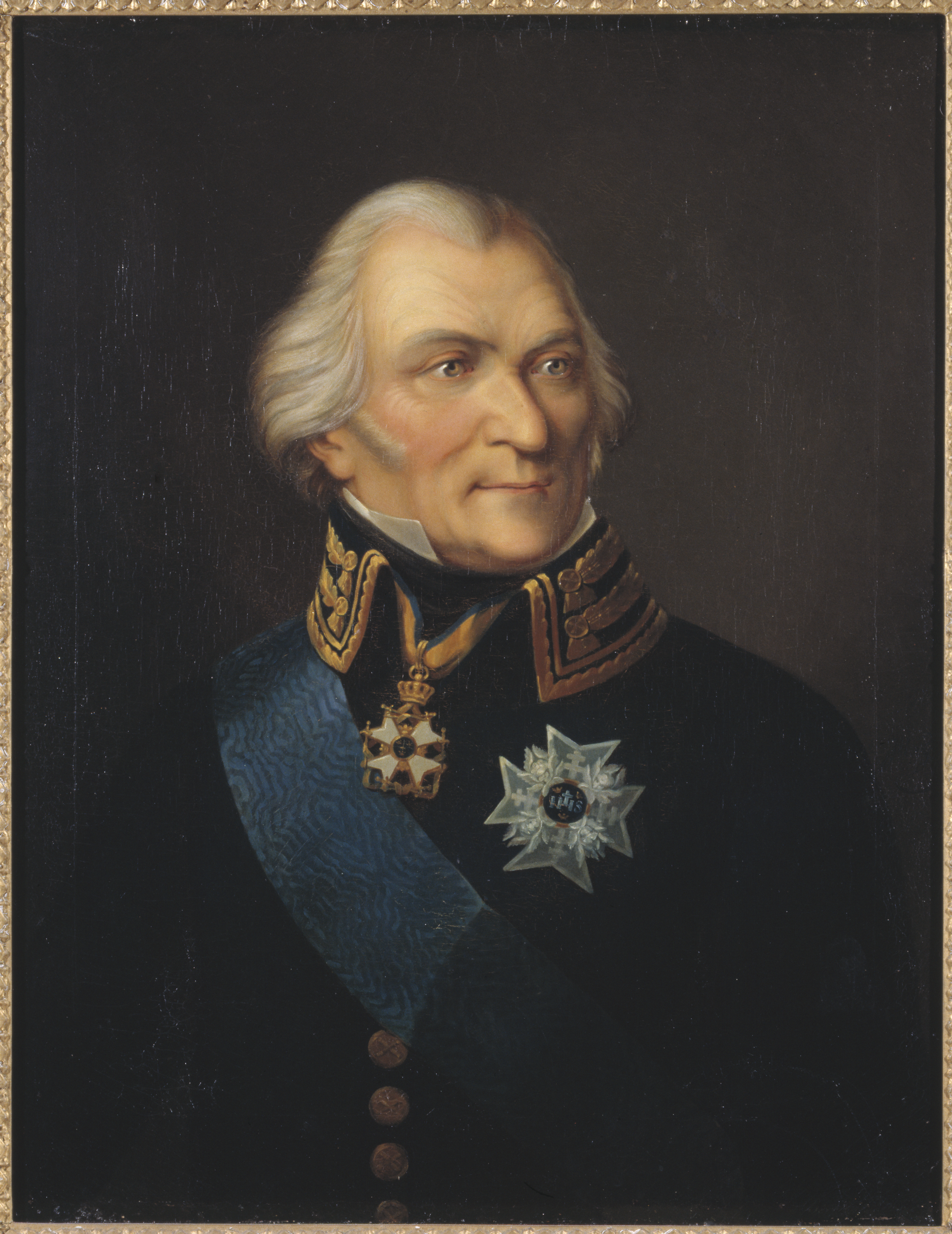
Johan Kristoffer Toll i uniform m/1801 för en fältmarskalk med Serafimerordens band över axeln och dess kraschan på bröstet. Runt halsen bär han kommendörskors för Svärdsorden. Målning av Johan Way.
Gustaf Mauritz Armfelt i uniform m/1801 för en generallöjtnant. Målning av Josef Maria Grassi från år 1801.
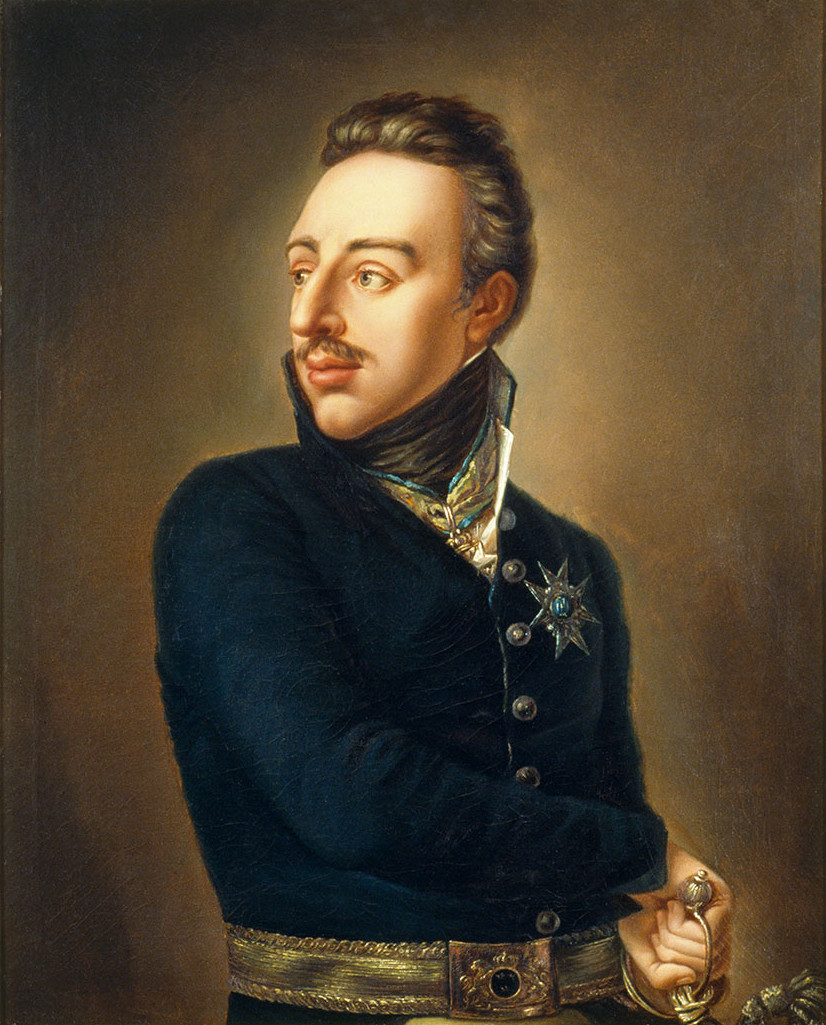
Gustav IV Adolf iförd uniform m/1801 för Livdrabantkåren
Per Ulrik Lilliehorn iförd m/1801, för en generalmajor.
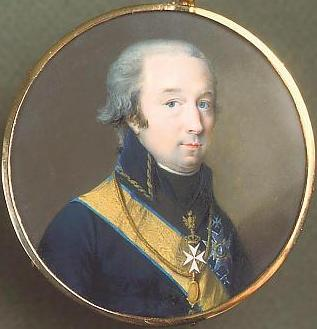
Carl Olof Cronstedt iförd m/1801 för en generalmajor.
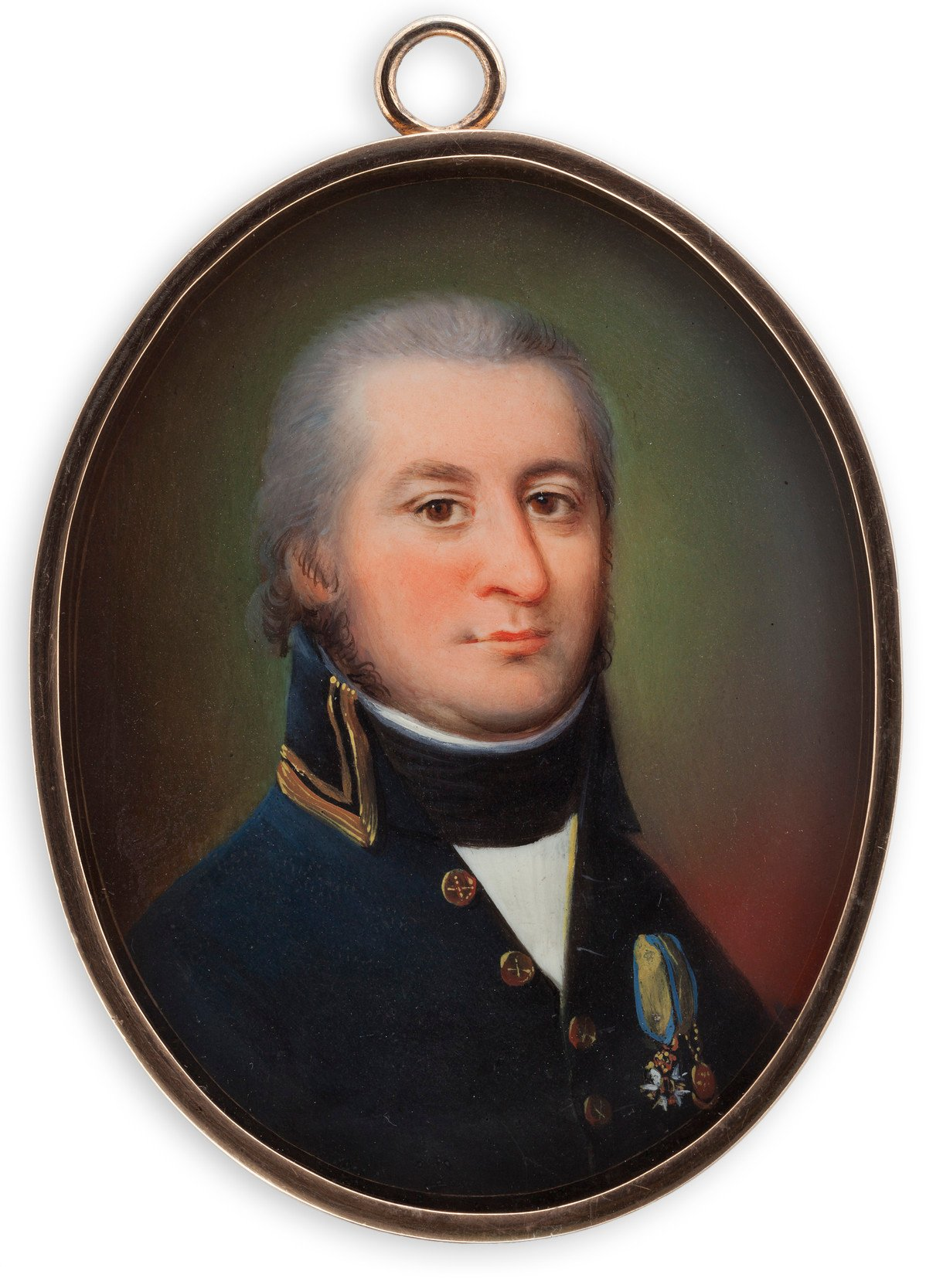
Gottlieb David Carl Leijonhielm i m/1801 för en överste vid Generalstaben.
Johan Adam von Gertten i uniform m/1801 för en  överstelöjtnant vid Generalstaben, på bröstet bär han riddartecknet av Svärdsorden. Målning av Alexander Lauréus ca 1808.
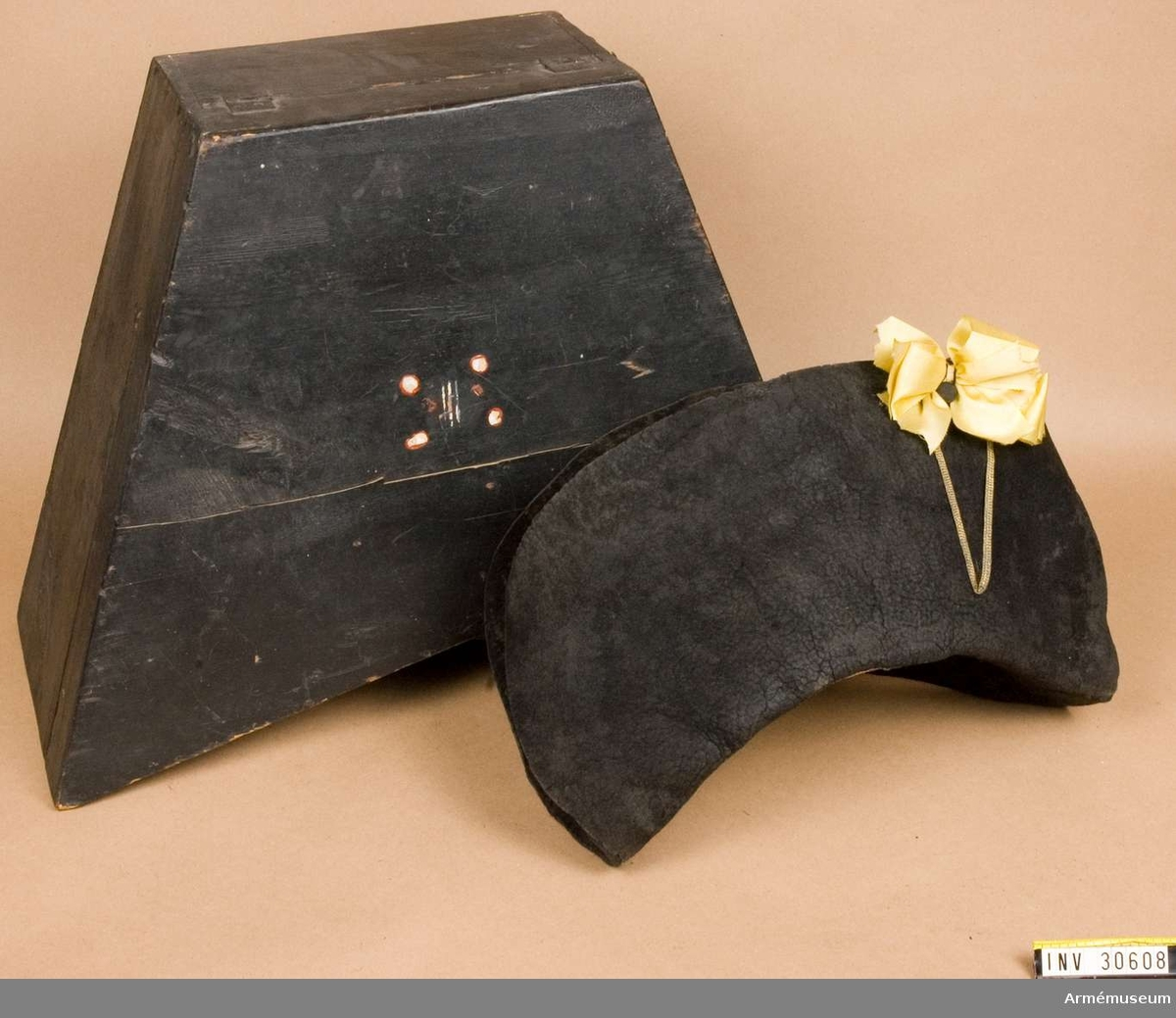
Bicorn m/1801

### Webbkällor
http://www.hhogman.se/uniformer_armen_18_infanteriet1.htm